# Gombe (Angola)
Gombe és una comuna d'Angola que forma part del municipi de Nambuangongo dins la província de Bengo.